# 格利澤1
格利澤1（Gliese-Jahreiss 1或GJ 1）是在南半球玉夫座內的一顆紅矮星。它是最靠近太陽的恆星之一，距離大約是14.2光年。但是它的視星等只有8.5等，因為太暗必須借助於望遠鏡才能看見

## 性質
根據同的資料來源，這顆恆星的分類在M1.5V到M4.0V之間。估計格利澤1的質量是太陽的45–48%，半徑是太陽的46–48%。
這顆恆星被確認是天龍座BY型變星，變星標示為NSV 15017，它也被確認為焰星。像其它的焰星一樣，它輻射出X射線。
使用散斑干涉儀觀察這顆恆星的近紅外線光譜，被解釋為有一顆伴星在軌道上環繞著。但是，在距離主星1天文單位的距離內沒有發現比10.5等亮的天體，在10天文單位以內沒有比12.5等亮的天體。徑向速度的測量也未能查出存在軌道上環繞著的伴星。這些觀測排除了在適居帶內有數個地球質量的行星，在1天文單位或更近的軌道距離內也沒有木星質量的行星。精確度達到20m/s的徑向速度的測量顯示很小，甚至沒有變化。
這顆恆星的空間速度分量分別是：U = +77.2，V = -99.5，和W = -35.6 km/s.。它以離心率0.45的軌道環繞銀河系，與銀河核心的距離變化從3,510到9,150秒差距。相比之下，太陽目前與銀河核心的距離是8,500秒差距。具有高本動速度的恆星被稱為速逃星。這顆恆星的本動速度達到111.38公里/秒，並且這顆星的速度向量可與杜鵑-時鐘和/或劍魚座AB星協相聯結。
由於它的赤經位置非常接近曆元1950.0分點的原點，因此在格利澤近星星表和魯坦星表都是第一顆恆星。